# Detlef Budig

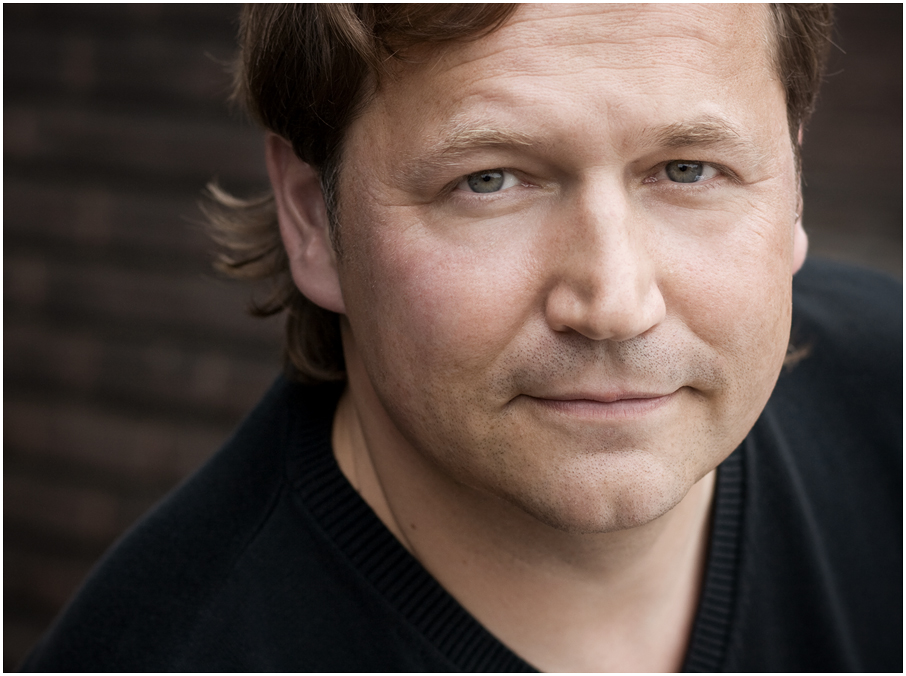
Detlef Budig (2010)

Detlef Budig (* 3. August 1967 in Creglingen, Franken) ist ein deutscher Hörfunkmoderator und Medienberater.

## Leben
Budig begann seine Karriere 1989 bei Radio T.O.N. in Bad Mergentheim.
Nach der Wende wechselte er 1991 zu Antenne Thüringen und baute den neuen Sender unter anderem als Morgenmoderator und Chefproducer mit auf. Ein Jahr später verließ er Weimar und ging zu SWF3 nach Baden-Baden. Parallel dazu studierte er an der FH Wiesbaden Medienwirtschaft. 1994 wechselte er zu Hit Radio FFH nach Frankfurt beziehungsweise Bad Vilbel. Dort moderierte er zehn Jahre lang zusammen mit Johannes Scherer erfolgreich die Morgensendung Guten Morgen Hessen.
Budig verließ Hit Radio FFH im Sommer 2010 nach 18 Jahren und wechselte zu SWR1 Rheinland-Pfalz. Dort moderierte er den Vormittag und die SWR1-Hitparade. Im Sommer 2015 kehrte Budig nach Hessen zurück und übernahm dort die Hr1-Frühsendung Start im wöchentlichen Wechsel mit Marion Kuchenny.
Budig arbeitete bis Ende 2019 als Medienberater für die (bci-group) für öffentlich-rechtliche und private Sender.
Am 1. Januar 2020 hat Budig die bci group verlassen und arbeitet seitdem in seiner eigenen Firma in unterschiedlichen Projekten.
Seit August 2018 moderierte Detlef Budig, im Wechsel mit Tim Frühling, die hr1 Drive Time. Sein Nachfolger am Morgen war Thomas Koschwitz.
Zum Jahresende 2024 verließ er hr1.